# Kellita Smith
Kellita Smith (Chicago, 11 luglio 1969) è un'attrice, comica e modella statunitense.

## Biografia
Kellita Smith è conosciuta principalmente per il ruolo di Wanda McCullough nella sitcom The Bernie Mac Show che ha interpretato dal 2001 al 2006. Dal 2014 al 2018 è la protagonista della serie televisiva Z Nation, in cui interpreta il ruolo della tenente Roberta Warren.

## Filmografia

### Cinema
- Tre giorni per la verità (The Crossing Guard), regia di Sean Penn (1995)
- Venga il tuo regno (Kingdom Come), regia di Doug McHenry (2001)
- Hair Show, regia di Leslie Small (2004)
- King's Ransom, regia di Jeffrey W. Byrd (2005)
- Roll Bounce, regia di Malcolm D. Lee (2005)
- Feel the Noise - A tutto volume (Feel the Noise), regia di Alejandro Chomski (2007)
- Gang Of Roses 2: Next Generation, regia di Jean-Claude La Marre (2012)
- The Love Section, regia di Ronnie Warner (2013)
- Imperial Dreams, regia di Malik Vitthal (2014)
- The Man in 3B, regia di Trey Haley (2015)

### Televisione
- In Living Color – serie TV, episodio 4x16 (1993)
- Mr. Cooper (Hangin' with Mr. Cooper) – serie TV, episodio 3x11 (1994)
- Martin – serie TV, 10 episodi (1994-1995)
- Sister, Sister – serie TV, episodi 3x02-3x09-3x10 (1995)
- The Wayans Bros. – serie TV, episodio 2x16 (1996)
- Dangerous Minds – serie TV, episodio 1x02 (1996)
- Moesha – serie TV, episodio 2x07 (1996)
- Malcolm & Eddie – serie TV, 4 episodi (1997)
- High Incident – serie TV, episodio 2x19 (1997)
- The Jamie Foxx Show – serie TV, 7 episodi (1997-1999)
- The Parent 'Hood – serie TV, episodio 4x07 (1997)
- The Steve Harvey Show – serie TV, episodio 4x04 (1999)
- The Parkers – serie TV, episodio 1x09 (1999)
- Tris di cuori (For Your Love) – serie TV, episodio 3x12 (2000)
- The Bernie Mac Show – serie TV, 103 episodi (2001-2006)
- Nash Bridges – serie TV, episodio 6x19 (2001)
- NYPD - New York Police Department (NYPD Blue) – serie TV, episodio 8x19 (2001)
- The First Family – serie TV, 35 episodi (2012-2015)
- Z Nation – serie TV, 61 episodi (2014-2018)
- Sharknado 3 (Sharknado 3: Oh Hell No!), regia di Anthony Ferrante – film TV (2015)
- In the Cut – serie TV, 10 episodi (2016-2018)

## Doppiatrici italiane
Nelle versioni in italiano dei suoi film, Kellita Smith è stata doppiata da:
- Rachele Paolelli in Z Nation (stagioni 1-4)
- Anna Cugini in Z Nation (stagione 5)